# Kunegunda ze Šternberka
Kunegunda ze Šternberka (ur. 18 listopada 1425, w Konopiszte, zm. 19 listopada 1449 w Podiebradach) – czeska szlachcianka, pierwsza żona Jerzego z Podiebradów, który w późniejszym okresie został królem Czech.

## Życiorys
Rodzicami Kunegundy byli czeski szlachcic Smil Holický ze Sternberga (zm. 1431) i szlachcianka Barbara z Pardubic (zm. 1433). W 1441 poślubiła 21-letniego Jerzego z Podiebradów, namiestnika i wielkorządcy Królestwa Czeskiego, późniejszego króla Czech w latach 1458–1471.
W 1444 Kunegunda założyła w Podiebradach szpital, którego nazwa związana była z jej osobą i pozostawała w mocy, aż do początku XX wieku. Stworzyła podstawy dla kształcenia młodzieży, oraz złożyła fundację pod budowę szkoły i ośrodka rehabilitacji więźniów.
Zmarła w 1449, dzień po swoich dwudziestych czwartych urodzinach, a kilka dni po urodzeniu bliźniaczek, córek Katarzyny i Zdeňki (Sidonie). Pochowana w kościele parafialnym Podwyższenia Krzyża Świętego w Podiebradach.

## Potomstwo
- Boczek (1442–1496)
- Wiktoryn (1443–1500), od 1459 roku książę Rzeszy, książę ziębicki, opawski i hrabia kłodzki;
- Barbara (1446–1474)
- Henryk Starszy (1448–1498), od 1462 książę Rzeszy, książę ziębicki, oleśnicki, wołowski i hrabia kłodzki;
- Katarzyna (1449–1464), królowa węgierska, żona Macieja Korwina
- Zdeňka (Sidonie) (1449–1510), księżna saska, żona Albrechta Odważnego.